# Danmark ved sommer-OL 1896
De tre danske sportsfolk konkurrerede i fem sportsgrene ved Sommer-OL 1896. To af de tre vandt tilsammen en guld-, to sølv- og tre bronzemedaljer, mens Eugen Schmidt ingen vandt.
Stud.polyt. Viggo Jensen vandt én medalje af hver slags, mens oberstløjtnant Holger Nielsen, der senere blev kendt som en af medopfinderne af håndbold og H.N.-metoden til kunstigt åndedræt, måtte nøjes med en sølv og to bronze. Skydning og vægtløftning var Danmarks bedste sportsgrene.

## Medaljer
|         | Guld | Sølv | Bronze | Total |
| Danmark | 1    | 2    | 3      | 6     |

Faktisk blev der ikke som i dag uddelt guld, sølv og bronze til de tre bedste ved OL i Athen. Vinderne fik sølv (og toerne bronze), men IOC har besluttet at tildele nr. 1, 2 og 3 i hver disciplin guld-, sølv- og bronzemedaljer med tilbagevirkende kraft, og det er denne medaljefordeling, der anvendes i denne artikel.

### Guld
- Viggo Jensen – vægtløftning, to-hånds

### Sølv
- Viggo Jensen – vægtløftning, en-hånds
- Holger Nielsen – skydning, fri pistol

### Bronze
- Viggo Jensen – skydning, fri riffel
- Holger Nielsen – fægtning, sabel
- Holger Nielsen – skydning, rapid fire pistol

## Resultater i sportsgrene

### Atletik
Der var ikke meget succes for Danmarks tre atleter i 100 meter eller diskoskast. Viggo Jensen blev nr. 4 i kuglestød som det bedste danske resultat i atletik.
| Disciplin | Placering | Atlet         | Resultat | Finale          |
| --------- | --------- | ------------- | -------- | --------------- |
|           |           |               |          |                 |
| 100 meter | –         | Eugen Schmidt | Ukendt   | Gik ikke videre |
|           |           |               |          |                 |

| Disciplin  | Placering | Atlet          | Resultat |
| ---------- | --------- | -------------- | -------- |
|            |           |                |          |
| Kuglestød  | 4.        | Viggo Jensen   | Ukendt   |
|            |           |                |          |
| Diskoskast | –         | Viggo Jensen   | Ukendt   |
| Diskoskast | –         | Holger Nielsen | Ukendt   |
|            |           |                |          |

### Fægtning
En af Holger Nielsens to bronzemedaljer blev vundet i fægtekonkurrencen, hvor han vandt to af sine fire kampe.
| Disciplin | Placering | Fægter         | Kampe | Kampe    | Stød | Stød | Alle-mod-alle | Finale       |
| Disciplin | Placering | Fægter         | Sejre | Nederlag | For  | Imod | Alle-mod-alle | Finale       |
| --------- | --------- | -------------- | ----- | -------- | ---- | ---- | ------------- | ------------ |
|           |           |                |       |          |      |      |               |              |
| Sabel     | 3.        | Holger Nielsen | 2     | 2        | 10   | 9    | 3.            | Ikke afholdt |
|           |           |                |       |          |      |      |               |              |

### Gymnastik
Viggo Jensen blev nr. 4 af 5 i tovklatringskonkurrencen. Han nåede ikke til toppen af det 14 m lange tov, men hans faktiske distance er ukendt men i al fald dårligere en bronzemedaljevinderens resultat, 12,5 m
| Disciplin   | Placering | Gymnast      | Højde  |
| ----------- | --------- | ------------ | ------ |
|             |           |              |        |
| Tovklatring | 4.        | Viggo Jensen | Ukendt |
|             |           |              |        |

### Skydning
Viggo Jensen og Holger Nielsen vandt begge bronzemedalje i skydekonkurrencerne, og Holger Nielsen desuden også en sølvmedalje. Jensen specialiserede sig i riffeldisciplinerne, hvor han blev nr. 6 af 42 og nr. 3 af 20 i de to discipliner. Nielsen fuldførte ikke riffelkonkurrencen men klarede sig godt i pistolkonkurrencerne, hvor han vandt de to medaljer og blev nr. 5 af 16 i den tredje disciplin.
| Disciplin         | Placering | Skytte         | Score          | Hits           |
| ----------------- | --------- | -------------- | -------------- | -------------- |
|                   |           |                |                |                |
| Militærriffel     | 6.        | Viggo Jensen   | 1640           | 30             |
| Militærriffel     | 12.       | Eugen Schmidt  | 845            | 12             |
| Militærriffel     | –         | Holger Nielsen | Fuldførte ikke | Fuldførte ikke |
|                   |           |                |                |                |
| Fri riffel        | 3.        | Viggo Jensen   | 1305           | 31             |
|                   |           |                |                |                |
| Militærpistol     | 5.        | Holger Nielsen | Ukendt         | Ukendt         |
|                   |           |                |                |                |
| Rapid fire pistol | 3.        | Holger Nielsen | Ukendt         | Ukendt         |
|                   |           |                |                |                |
| Fri pistol        | 2.        | Holger Nielsen | 285            | Ukendt         |
|                   |           |                |                |                |

### Vægtløftning
Viggo Jensen og Launceston Elliot lå lige i den første disciplin – to-håndsløft. Prins Georg af Grækenland, der var dommer i disciplinen, besluttede af danskeren havde løftet de 111,5 kg i bedre stil end englænderen, og dømte dermed danskeren som vinder. I den anden disciplin, en-håndsløft, var Jensen med 57 kg langt fra Elliots 71 kg og dermed måtte han nøjes med andenpladsen i den disciplin.
| Disciplin | Placering | Vægtløfter   | Bedste løft |
| --------- | --------- | ------------ | ----------- |
|           |           |              |             |
| En-hånds  | 2.        | Viggo Jensen | 57,0 kg     |
|           |           |              |             |
| To-hånds  | 1.        | Viggo Jensen | 111,5 kg    |
|           |           |              |             |